# 血影蛋白

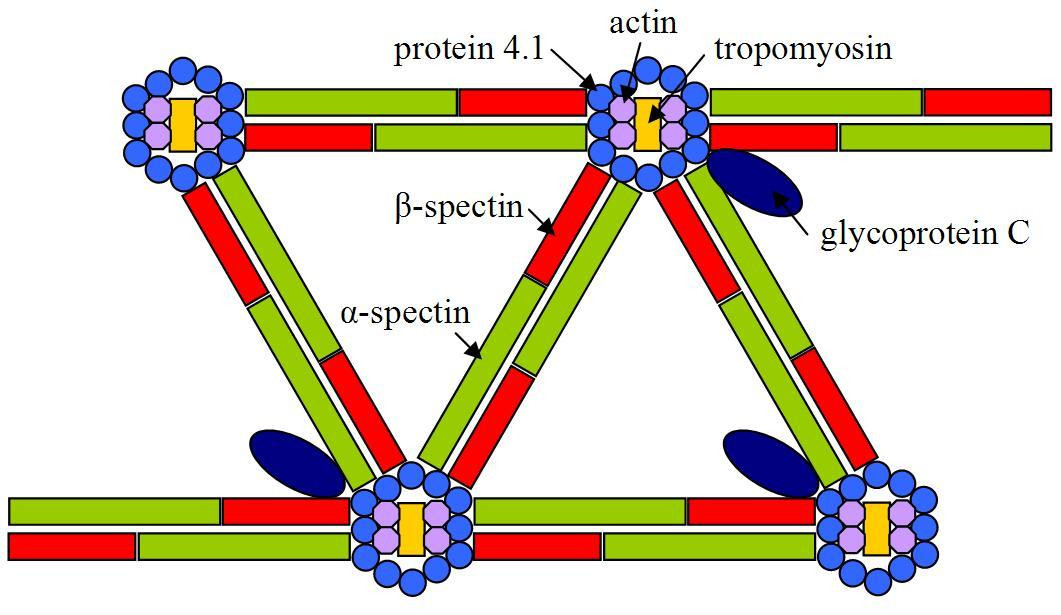
血影蛋白及其他細胞骨架分子的概念圖。

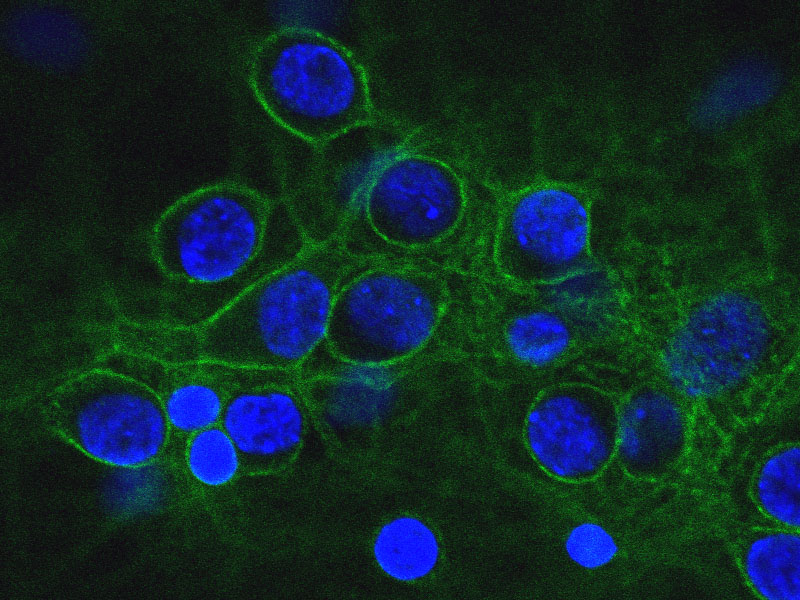
Localization of alpha-II spectrin in green under the plasma membrane of rat neurons in tissue culture as shown with 共聚焦显微镜 and 免疫荧光. 细胞核因DNA被DAPI染料染色而显蓝色

血影蛋白（Spectrin），一種細胞結構蛋白，大多位於紅血球細胞膜內側，是紅血球骨架的主要成分。血影蛋白在整個細胞膜內側形成可變形的架構，以維持紅血球的雙凹圓盤構造。血影蛋白形成五边形或六边形排列，形成支架并在维持细胞膜完整性和细胞骨架结构中起重要作用。六角形排列由血影蛋白亚基的四聚体形成，所述四聚体与四聚体两端的短肌动蛋白丝相关联。 这些短的肌动蛋白丝充当连接复合物，得以形成六边形网。 该蛋白质被命名为血影蛋白，因为它首先作为人类红细胞的主要蛋白质成分被分离出来，后者已经用温和的洗涤剂处理过; 洗涤剂裂解细胞，血红蛋白和其他细胞质成分被洗掉。
它是一種長且具有伸縮性的纖維狀蛋白，長約100nm，由兩條單體：αI、βI先平行排列結合成二聚體，兩個二聚體再以頭對頭的方式連接成200nm長的四聚體。5到6個四聚體的尾端透過protein4.1、protein4.2、protein4.9、肌動蛋白（actin）、錨定蛋白（ankyrin）等等蛋白質的幫助下，固定在某些跨膜蛋白（intergral membrane proteins）上。
在某些类型的脑损伤如弥漫性轴索损伤中，血影蛋白被蛋白酶解酶钙蛋白酶不可逆地切割，破坏细胞骨架。 血影蛋白裂解导致膜形成泡(细胞生物学)并最终降解，通常导致细胞死亡。血影蛋白亚基也可以被胱天蛋白酶家族酶切割，并且钙蛋白酶和半胱天冬酶产生不同的血影蛋白分解产物，其可以通过用适当的抗体进行Western印迹法(Western blot)来检测。 钙蛋白酶切割可能表明坏死的激活，而胱天蛋白酶切割可能表明细胞凋亡。

## 在红细胞中
与其他细胞类型相比，使用红细胞的便利性意味着它们已成为研究血影蛋白细胞骨架的标准模型。通过αI和βI单体的横向缔合形成二聚体，形成二聚体。 然后，二聚体以头对头的形式缔合以产生四聚体。 这些四聚体与短肌动蛋白丝的端对端结合产生观察到的六边形复合物。
在人类中，通过间接相互作用，通过与蛋白质4.1和錨定蛋白的直接相互作用，与跨膜离子转运蛋白Band 3蛋白质4.2结合血影蛋白尾区与跨膜蛋白质血型糖蛋白A 。 在动物中，血影蛋白形成网状结构，为其提供红细胞的形状。
红细胞模型证明了血影蛋白细胞骨架的重要性，因为血影蛋白中的突变通常导致红细胞的遗传性缺陷，包括遗传性椭圆形细胞增多症和罕见的遗传性球形红细胞增多症。

## 在无脊椎动物中
无脊椎动物有三种血影蛋白，α，β和βH。 秀丽隐杆线虫中βH血影蛋白的突变导致形态发生中的缺陷，导致移动和繁殖的动物显着更短但是大多数正常。 这些动物因其小的表型而被称为“sma”，并且在秀丽隐杆线虫sma-1基因中携带突变。 秀丽隐杆线虫中β血影蛋白的突变导致一种不协调的表型，其中蠕虫被瘫痪并且比野生型短得多。 除了形态学效应，Unc-70突变也产生缺陷神经元。 神经元数量正常但神经元向外生长有缺陷。

## 在脊椎动物中

### 脊椎动物中血影蛋白基因
血影蛋白基因家族在进化过程中经历了扩张。 不是无脊椎动物中的一个α的和两个β的基因，而脊椎动物中有两个α血影蛋白（αI和αII）和五个β血影蛋白（βI到V），按发现顺序命名。
在人类中，基因是：
- Alpha：SPTA1，SPTAN1
- Beta：SPTB，SPTBN1，SPTBN2，SPTBN4，SPTBN5

转录因子GATA1促进血影蛋白的产生。

## 参阅
- 糖蛋白C（英语：Glycophorin C）